# Liste des monuments historiques de Montbrison
Ce tableau présente la liste de tous les monuments historiques classés ou inscrits dans la ville de Montbrison, dans le département de la Loire, en France.

## Liste
| Monument                                        | Adresse                                          | Coordonnées                      | Notice         | Protection | Date      | Illustration                                    |
| ----------------------------------------------- | ------------------------------------------------ | -------------------------------- | -------------- | ---------- | --------- | ----------------------------------------------- |
| Caserne de Vaux Porte                           | Avenue de la Libération                          | 45° 36′ 15″ nord, 4° 04′ 07″ est | « PA00117516 » | Inscrit    | 1927      | Caserne de VauxPorte                            |
| Chapelle des Pénitents du Confalon              | Rue des Pénitents (Théâtre des Pénitents)        | 45° 36′ 28″ nord, 4° 04′ 01″ est | « PA00117517 » | Inscrit    | 1946      | Chapelle des Pénitents du Confalon              |
| Chapelle Sainte-Eugénie de Moingt               | Moingt : Avenue Thermale                         | 45° 35′ 41″ nord, 4° 04′ 20″ est | « PA00117518 » | Classé     | 1992      | Chapelle Sainte-Eugénie de Moingt               |
| Collégiale Notre-Dame-d'Espérance de Montbrison | Rue Notre-Dame                                   | 45° 36′ 20″ nord, 4° 03′ 57″ est | « PA00117523 » | Classé     | 1840      | Collégiale Notre-Dame-d'Espérance de Montbrison |
| Commanderie de Saint-Jean-des-Prés              | 11 impasse de la Commanderie                     | 45° 36′ 27″ nord, 4° 04′ 12″ est | « PA00117692 » | Inscrit    | 1990      | Commanderie de Saint-Jean-des-Prés              |
| Couvent des Oratoriens de Montbrison            | Place de la Préfecture                           | 45° 36′ 34″ nord, 4° 03′ 49″ est | « PA00117519 » | Inscrit    | 1941 1962 | Couvent des Oratoriens de Montbrison            |
| Couvent de la Visitation de Montbrison          | Rue des Visitandines                             | 45° 36′ 35″ nord, 4° 03′ 55″ est | « PA00117520 » | Inscrit    | 1964      | Couvent de la Visitation de Montbrison          |
| Croix d'Estalliet                               | Collégiale Notre-Dame-d'Espérance Rue Notre-Dame | 45° 36′ 20″ nord, 4° 03′ 59″ est | « PA00117521 » | Inscrit    | 1949      | Croix d'Estalliet                               |
| Église Saint-Julien-d'Antioche de Moingt        | Moingt : Place de l'Église                       | 45° 35′ 34″ nord, 4° 04′ 31″ est | « PA00117522 » | Inscrit    | 1949      | Église Saint-Julien-d'Antioche de Moingt        |
| Enceinte de Moingt                              | Moingt : Rue de l'Église Rue de la Tour          | 45° 35′ 34″ nord, 4° 04′ 28″ est | « PA00117524 » | Inscrit    | 1982      | Enceinte de Moingt                              |
| Hôtel Girard de Vaugirard                       | 7 rue Saint-Pierre 6 rue des Clercs              | 45° 36′ 33″ nord, 4° 03′ 53″ est | « PA42000046 » | Inscrit    | 2016      | Image manquante Téléverser                      |
| Hôtel de Vazelhes                               | 1 rue du Palais de Justice                       | 45° 36′ 36″ nord, 4° 03′ 50″ est | « PA00117525 » | Inscrit    | 1982      | Hôtel de Vazelhes                               |
| Maison                                          | 14 rue Martin Bernard                            | 45° 36′ 28″ nord, 4° 03′ 55″ est | « PA00117529 » | Inscrit    | 1949      | Maison                                          |
| Immeuble Escalier sur cour                      | 23 rue Martin Bernard                            | 45° 36′ 28″ nord, 4° 03′ 54″ est | « PA00117527 » | Inscrit    | 2023      | Image manquante Téléverser                      |
| Maison des Lions                                | 25 rue Martin Bernard                            | 45° 36′ 28″ nord, 4° 03′ 54″ est | « PA00117530 » | Inscrit    | 2012 2023 | Maison des Lions                                |
| Maison Décor intérieur                          | 1 rue du Marché                                  | 45° 36′ 24″ nord, 4° 03′ 57″ est | « PA00117526 » | Classé     | 1979      | MaisonDécor intérieur                           |
| Monument aux morts de Montbrison                | jardin public d'Allard                           | 45° 36′ 30″ nord, 4° 03′ 38″ est | « PA42000049 » | Inscrit    | 2021      | Monument aux morts de Montbrison                |
| Salle des États de Forez Salle de La Diana      | Rue Florimond-Robertet                           | 45° 36′ 20″ nord, 4° 04′ 01″ est | « PA00117528 » | Classé     | 1875 2023 | Salle des États de ForezSalle de La Diana       |
| Théâtre gallo-romain de Moingt                  | Moingt : Allée de Montplaisir                    | 45° 35′ 29″ nord, 4° 04′ 12″ est | « PA00117531 » | Classé     | 1981      | Théâtre gallo-romain de Moingt                  |